# Scherengarnelen

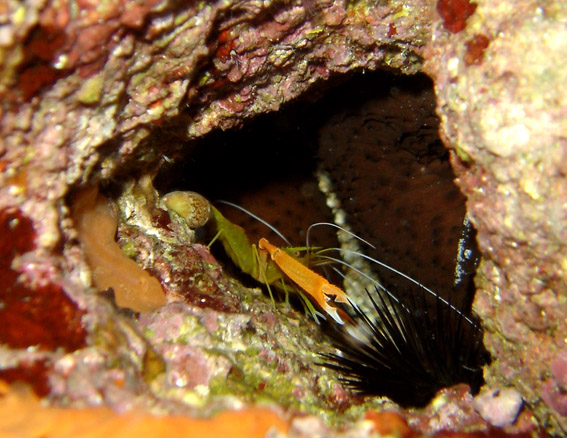
Mittelmeer-Scherengarnele (Stenopus spinosus)

Die Scherengarnelen (Stenopodidae) sind eine Familie in der Teilordnung Stenopodidea. Sie fallen durch ihre auffällige, oft weiß-rote Färbung und durch die großen Scherenbeine auf, die immer abwehrend nach vorne gehalten werden. Die großen Scheren sitzen nicht wie bei den meisten anderen Zehnfußkrebsen (Decapoda) am ersten der fünf Beinpaare, sondern am dritten. Auch das erste und zweite Beinpaar haben Scheren, aber wesentlich kleinere. Männliche Scherengarnelen sind kleiner als die Weibchen.
Scherengarnelen leben paarweise in Höhlen und unter Vorsprüngen. Sie leben in allen tropischen und subtropischen Meeren.
Ähnlich wie die Putzergarnelen (Lysmata) säubern sie Fische von Parasiten und abgestorbener Haut. Sie nehmen zuerst mit ihren langen weißen Antennen Kontakt zum Fischkunden auf und beginnen mit der Reinigung, wenn der Fisch durch Stillhalten seine Bereitschaft signalisiert.
Die Gebänderte Scherengarnele (Stenopus hispidus) war eines der ersten Krebstiere, die für die Meeresaquaristik nach Europa importiert wurde.

## Systematik
- Scherengarnelen (Stenopodidae)
  - Engystenopus Alcock & Anderson, 1894
  - Odontozona Holthuis, 1946
    - Odontozona addaia Pretus, 1990
    - Odontozona edwardsi (Bouvier, 1908)
    - Odontozona inaphorae Manning & Chace, 1990
    - Odontozona minioca Dounas & Koukouras, 1989

  - Richardina A. Milne-Edwards, 1881
    - Richardina fredericii Lo Bianco, 1903
    - Richardina spinicincta A. Milne-Edwards, 1881

  - Stenopus Latreille, 1819
    - Blaubein-Scherengarnele (S. cyanoscelis) Goy, 1984
    - Gebänderte Scherengarnele (S. hispidus) (Olivier, 1811)
    - Geister-Scherengarnele (S. pyrsonotus)
    - Mittelmeer-Scherengarnele (S. spinosus) Risso, 1826
    - Blaukörper-Scherengarnele (S. tenuirostris) De Man, 1888
    - Sanzibar-Scherengarnele (S. zanzibaricus) Bruce, 1976